# Avos Systems
Az AVOS Systems Inc. egy internetes technológiákkal foglalkozó, az Egyesült Államokba (San Mateo, Kalifornia) bejegyzett cég, melyet a YouTube két egykori alapítója, Chad Hurley és Steve Chen hozott létre 2005-ben (miután mindketten kiléptek a PayPal-tól).
A cég 2011-ben megvásárolta a del.icio.us online „könyvjelző-szolgáltatót” (bookmark service), amit pár évvel előtte a Yahoo! vásárolt meg.

## Fordítás
- Ez a szócikk részben vagy egészben  az   Avos Systems című angol Wikipédia-szócikk fordításán alapul.  Az eredeti cikk szerkesztőit annak laptörténete sorolja fel. Ez a jelzés csupán a megfogalmazás eredetét és a szerzői jogokat jelzi, nem szolgál a cikkben szereplő információk forrásmegjelöléseként.